# Euxoa schahkuhensis
Euxoa schahkuhensis är en fjärilsart som beskrevs av Max Bartel 1907. Euxoa schahkuhensis ingår i släktet Euxoa och familjen nattflyn. Inga underarter finns listade i Catalogue of Life.